# Maishima Arena
Maishima Arena (jap. 舞洲アリーナ Maishima Arīna) – hala sportowa położona w Osace prefekturze Osaka, w Japonii. Cały obiekt zajmuje powierzchnię 35 416 m². Pojemność głównej areny wynosi 7 056 osób.
Główna arena ma 2 720 m² (wymiary 40 na 68 m) mieści boisko do siatkówki, koszykówki i wielu innych sportów, w tym meczów międzynarodowych. Jest również używana do różnego rodzaju imprez i wykładów. Sub arena ma 920 m² (wymiary 24,8 na 37,2 m) i funkcjonuje jako lokalna siłownia.